# Институт русского языка имени В. В. Виноградова РАН
Институ́т ру́сского языка́ Российской академии наук — российская научная организация, входящая в состав Отделения историко-филологических наук РАН.
Создан в 1944 году после реорганизации бывшего ИФЛИ (Московский институт философии, литературы и истории, 1931—1941). В 1995 году учреждению присвоено имя выдающегося советского лингвиста академика В. В. Виноградова.
Целью деятельности института является «определение приоритетных направлений изучения русского языка и выполнение фундаментальных, поисковых и прикладных научных исследований в области русистики», в том числе экспертиза грамматик, словарей и справочников, содержащих нормы современного русского литературного языка.

## Основные проекты
- Электронный «Национальный корпус русского языка» — информационно-справочная система, основанная на собрании текстов в электронной форме. Национальный корпус в первую очередь предназначен для научных исследований лексики и грамматики языка.
- Международный научный журнал «Русский язык в научном освещении», созданный для координации исследований в области современной русистики.
- Справочная служба русского языка, предназначенная для консультирования частных лиц и организаций по поводу правильности использования русской речи.
- Академический русский словарь, представленный изданием 2012 года и после этого периодически обновляемым онлайн-ресурсом «Академос».

Также в институте издаются научно-популярный журнал «Русская речь», научно-популярные книги, словари и энциклопедии.
Помимо того, действует телефонная Справочная служба русского языка.

## Руководители
- акад. С. П. Обнорский (1944—1950)

В 1950—1958 годах находился в составе объединённого Института языкознания АН СССР; директора акад. В. В. Виноградов (1950—1954) и акад. В. И. Борковский (1954—1958).
- акад. В. В. Виноградов (1958—1968)
- член-корр. АН СССР Ф. П. Филин (1968—1982)
- член-корр. РАН Ю. Н. Караулов (1982—1996)
- акад. А. М. Молдован (1997—2017)
- д. фил. н. М. Л. Каленчук (2017—2021)
- член-корр. РАН Ф. Б. Успенский (с 2021)